# Emmauskirken
Emmauskirken er en privat institutionskirke på Peter Bangs Vej, Frederiksberg. Den tilhører Diakonissestiftelsen og hører under Folkekirken, men har ikke noget tilknyttet sogn og får ikke offentlige tilskud. Kirkens menighed er alle med tilknytning til Diakonissestiftelsen, men alle andre er også velkomne.

## Historie
Emmauskirken blev indviet den 31. december 1876. Byggeriet blev finansieret af en gave fra justitsråd H.C. Stoltenberg. Kirken var fra starten bygget sammen med resten af Diakonissestiftelsen som en ud af tre fløje. På tidspunktet for indvielsen husede de to øvrige fløje hospital og søsterhjem for diakonisserne.
Ved indvielsen fik diakonisserne et 'hostiejern' til at bage alterbrød med. Hurtigt begyndte andre kirker at efterspørge Diakonissernes oblater, som efterhånden blev solgt til hele landet, og hermed blev grunden lagt til Diakonissestiftelsens alterbrødsbageri, som stadig er i produktion.
Kirkens første præst, Harald Stein, fandt på kirkens navn, Emmauskirken, som en henvisning til beretningen om vandringen til Emmaus (Luk 24, 13-35).
I 2015 blev kirken underlagt en gennemgribende renovering under ledelse af arkitekt Hans-Jørgen Lykkeboe. Ifm. renoveringen blev kirkerummet udsmykket med skulpturer af skulptør Lisbeth Nielsen.

## Kirkebygningen
Kirken er sammenbygget med Diakonissestiftelsen, som er tegnet af arkitekt Hans J. Holm i nygotisk stil, med blændingsprydede kamtakgavle og spidsbuede vinduer. Kirkefløjen har samme højde som de øvrige fløje i bygningen, men hvor der er to stokværk og kælder i de andre fløje, har kirken kun ét stokværk. Ved nordgavlen er koret tilbygget i samme stil, men lidt mindre. Midt på skibets tag sidder en kobberbeklædt tagrytter, som rummer kirkens klokker, og er forsynet med et ur på øst- og vestsiden.
Kirkens akse er orienteret nord-syd. Indgangen er på østsiden af skibet, men relativt til koret sidder den på mandsdørens traditionelle plads.
- Set fra vest.
- Vindue.
- Dør i kortilbygningen.

## Interiør
Kirkeskibet er veloplyst af de fire fag store vinduer i hver langside. Det er dækket af et tøndehvælv i kløverbladsform, der er dekoreret med malede borter. Hvælvet bæres af halvsøjler mellem vinduerne. Søjlerne er gråmalede, mens væggene i øvrigt er dækket med hvide, perforerede, akustiske plader.
- Tårnuret

### Døbefont
Døbefonten stammer stammer fra renoveringen i 2015 og er tegnet af skulptør Lisbeth Nielsen.

### Orgel
Kirkens oprindelige orgel er placeret over koret. Det findes stadig, men bruges ikke længere.
I 1970 fik kirken et nyt orgel, som blev placeret på et nyt orgelpulpitur i skibets sydende. Der er bygget af Frobenius og Sønner og har 20 stemmer. Det blev renoveret i 1999.

### Literatur
- Storbyens virkeliggjorte længsler ved Anne-Mette Gravgaard. Kirkerne i København og på Frederiksberg 1860-1940. Foreningen til Gamle Bygningers Bevaring 2001. ISBN 87-87546-18-3
- De danske Kirker, redigeret af Erik Horskjær. Bind 1, Storkøbenhavn. G.E.C. Gads Forlag, 1969-1971. ISBN 87-12-17550-1

## Eksterne kilder og henvisninger
- Emmauskirken Arkiveret 19. september 2015 hos  Wayback Machine hos KortTilKirken.dk